# Seguiriya
De Seguiriya, ook geschreven als Siguiriya, is een zangstijl (palo) in de flamencomuziek. Ze maakt deel uit van de liederen horen tot de cante jondo, een ernstige zangstijl binnen de flamenco. Het is een vrije zangstijl die bestaat uit twaalf maten, en in zijn traditionele vorm wordt gezongen onder begeleiding van gitaarmuziek. Er zijn niettemin ook versies in a capella bekend. De stijl van de seguiriyas is anders per regio in Andalusië. De thema's van deze liederen zijn vaak tragisch van aard.